# F1 2011
F1 2011 – komputerowa gra wyścigowa o tematyce Formuły 1. Gra została wyprodukowana przez Codemasters Birmingham i wydana przez Codemasters 23 września 2011.

## Rozgrywka
F1 2011 to kontynuacja F1 2010, oficjalnej gry mistrzostw świata Formuły 1 produkowanej przez Codemasters. W grze znajdują się wszystkie zespoły oraz ich kierowcy i trasy z sezonu 2011 (dodano Buddh International Circuit oraz Nürburgring). W grze dostępne są trzy tryby gry: Grand Prix (tryb mistrzostw), Time Attack (szybki wyścig) oraz gra wieloosobowa – tryb gry na podzielonym ekranie oraz tryb kooperacji (maksymalnie dla 16 graczy oraz 8 SI). W grze gracz może skorzystać z systemów DRS, oraz KERS. W grze wprowadzono także strefę parc fermé. Gra zawiera samochód bezpieczeństwa.